# Taulant Seferi
Taulant Fatmir Seferi, född 15 november 1996 i Kumanovo i Makedonien, är en albansk fotbollsspelare som spelar för Baniyas, på lån från Vorskla Poltava. Han representerar även Albaniens landslag.
Seferi debuterade för Albaniens landslag den 14 november 2019 i en 2–2-match mot Andorra.